# Guinea Equatoriale ai Giochi olimpici
La Guinea Equatoriale ha partecipato per la prima volta ai Giochi olimpici nel 1984.
Gli atleti equatoguineani non hanno mai vinto medaglie ai Giochi olimpici estivi, né hanno mai partecipato ai Giochi olimpici invernali. L'atleta più illustre è Eric Moussambani.
Il Comitato Olimpico Nazionale della Guinea Equatoriale, creato nel 1980, venne riconosciuto nel 1984.

## Medaglieri

### Medaglie ai Giochi olimpici estivi
| Giochi              | Oro | Argento | Bronzo | Totale |
| ------------------- | --- | ------- | ------ | ------ |
| Los Angeles 1984    | 0   | 0       | 0      | 0      |
| Seul 1988           | 0   | 0       | 0      | 0      |
| Barcellona 1992     | 0   | 0       | 0      | 0      |
| Atlanta 1996        | 0   | 0       | 0      | 0      |
| Sydney 2000         | 0   | 0       | 0      | 0      |
| Atene 2004          | 0   | 0       | 0      | 0      |
| Pechino 2008        | 0   | 0       | 0      | 0      |
| Londra 2012         | 0   | 0       | 0      | 0      |
| Rio de Janeiro 2016 | 0   | 0       | 0      | 0      |
| Tokyo 2020          | 0   | 0       | 0      | 0      |
| Parigi 2024         | 0   | 0       | 0      | 0      |
| Totale              | 0   | 0       | 0      | 0      |